# Pseudosymmachia chinensis
Pseudosymmachia chinensis is een keversoort uit de familie bladsprietkevers (Scarabaeidae). De wetenschappelijke naam van de soort is voor het eerst geldig gepubliceerd in 1892 door Brenske.